# Al-Huta
Al-Huta (arabisch الحوطة, DMG al-Ḥūṭa, auch حوطة الفقيه علي, DMG Ḥūṭat al-Faqīh ʿAlī; auch al-Hawta) ist ein von Bergrücken umsäumter Ort im Gouvernement Schabwa im Süden des Jemen.
Am 17. September 2010 ordnete die Regierung des Jemen eine Offensive gegen 120 al-Qaida-Mitglieder an, die sich in al-Huta aufhalten sollten. Sie wurde komplett umzingelt und mit Panzern, Artillerie und Kampfjets beschossen. Fallschirmspringer sprangen ab und es gab heftige Straßenkämpfe. Die meisten Einwohner verließen die Stadt während der Kämpfe. Als die Stadt nach fünf Tagen schließlich gestürmt wurde, waren die Kämpfer verschwunden. Es wird von Inkompetenz und Korruption ausgegangen.